# Cristodoro
Cristodoro (em latim: Christodorus; em grego: Χριστόδωρος; romaniz.: Christódoros) foi um poeta épico grego de Copto, no Egito, que floresceu durante o reinado do imperador Anastácio I (r. 491–518).

## Vida
Cristodoro nasceu em data desconhecido em Copto, no Egito. Segundo a Suda, foi autor de Pátria (Πάτρια), que relatou a fundação de várias cidades; Lidíaca (Λυδιακά), que narrava uma história mítica da Lídia; Isáurica (Ίσαυρικά), sobre a conquista da  Isáuria pelo imperador Anastácio; três livros de epigramas; e muitos outros trabalhos. Além de dois epigramas, há uma écfrase (ἔκφρασις) em 416 hexâmetros de oitenta estátuas de deuses, heróis e homens e mulheres famosos no ginásio de Zeuxipo, em Constantinopla. Ela forma o segundo livro da Antologia Palatina. Os principais modelos do escritor são Homero e Nono de Panópolis, que segue de perto na estrutura de seus hexâmetros. As opiniões dividem-se quanto ao mérito do trabalho. Alguns críticos a consideram de grande importância à história da arte e modelo de descrição; outros a consideram sem valor, tanto do ponto de vista histórico, mitológico e arqueológico.